# Ludvík Horecký
Ludvík Horecký z Horky (1803 – 27. prosince 1873 Olomouc) byl rakouský římskokatolický duchovní a politik české národnosti z Moravy; poslanec Moravského zemského sněmu.

## Biografie
Působil jako farář a děkan v Holešově. Podle údajů z roku 1864 působil jako farář v Holešově. Měl titul svobodného pána (barona). Post holešovského faráře zastával v období let 1842–1872. V roce 1864 vysvětil na Hostýně sochy slovanských věrozvěstů.
Zapojil se i do vysoké politiky. V zemských volbách 1861 se stal poslancem Moravského zemského sněmu, za kurii měst, obvod Holešov, Hulín, Vsetín, Valašské Meziříčí. Mandát zde obhájil v zemských volbách v lednu 1867, zemských volbách v březnu 1867 a zemských volbách 1870. Byl orientován jako federalista (Moravská národní strana, staročeská). Poslanecký slib skládal v únoru 1867 v češtině. V říjnu 1869 spolupodepsal státoprávní deklaraci moravských poslanců.
Zemřel v prosinci 1873.